# Musse Pigg på galej
Musse Pigg på galej (engelska: Mickey's Delayed Date) är en amerikansk animerad kortfilm med Musse Pigg från 1947.

## Handling
Musse Pigg ska gå på fest med Mimmi. Dessvärre är han försenad och sitter i fåtöljen och sover när Mimmi ringer till honom. Han får bråttom och måste snabbt klä på sig för att komma i tid. Men vägen till festen blir mindre trevlig när han råkar ha sönder kostymen.

## Om filmen
Filmen är den 120:e Musse Pigg-kortfilmen som producerades och den enda som lanserades år 1947.
Filmen är den sista som Walt Disney själv gör rösten till Musse Pigg, innan han ersattes av James MacDonald.

### Svenska visningar
Filmen hade svensk premiär den 8 februari 1949 och visades på biografen Spegeln.
Filmen har haft flera svenska titlar genom åren. Vid biopremiären 1949 gick den under titeln Musse Pigg på galej. Alternativa titlar till filmen är Musse Pigg – Tur i oturen och Musse är sen, varav den sistnämnda har använts på DVD.

## Rollista
| Roll       | Originalröst  | Svensk röst (2011) |
| Musse Pigg | Walt Disney   | Anders Öjebo       |
| Mimmi Pigg | Ruth Clifford | Lizette Pålsson    |
| Pluto      | Pinto Colvig  | Pinto Colvig       |